# Memoriał Kamili Skolimowskiej 2013

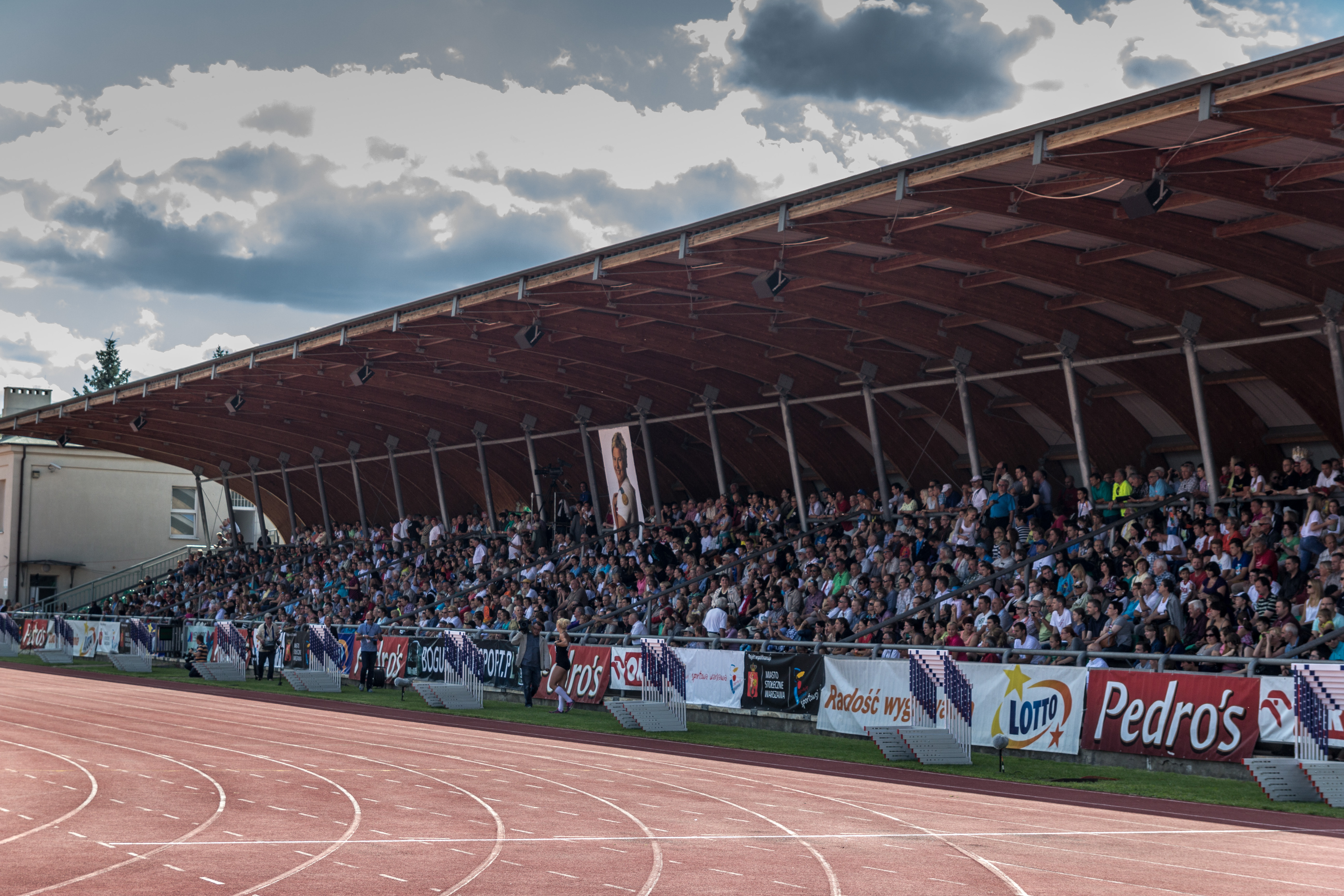
Główna trybuna stadionu Orła podczas mitingu

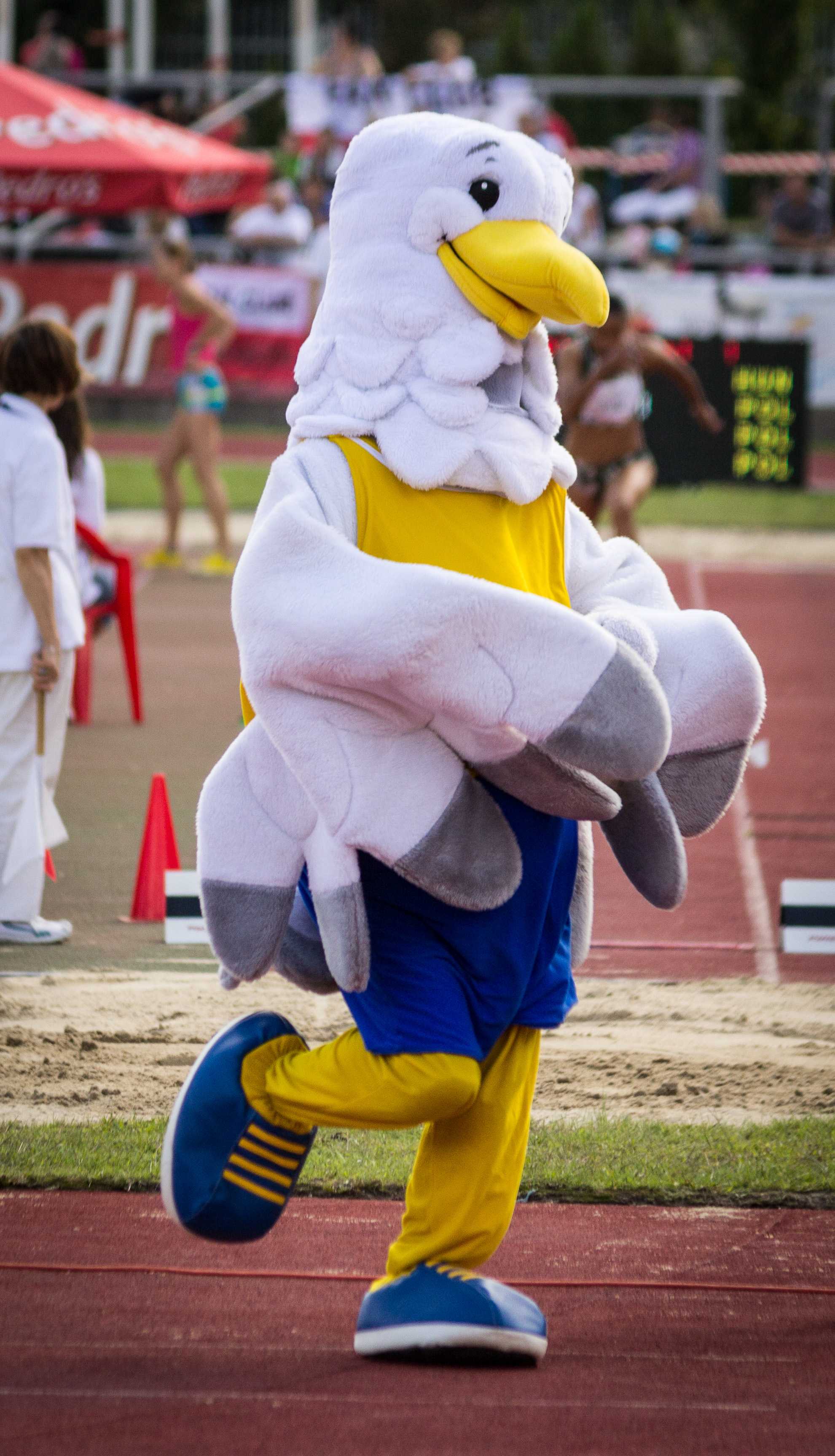
Maskotka Halowych Mistrzostw Świata 2014, które odbyły się w Sopocie

4. Memoriał Kamili Skolimowskiej – międzynarodowy mityng lekkoatletyczny rozgrywany 25 sierpnia 2013 na stadionie Orła w Warszawie. Miting miał charakter integracyjny - w większości dyscyplin brali udział także sportowcy niepełnosprawni.

## Rezultaty

### Mężczyźni

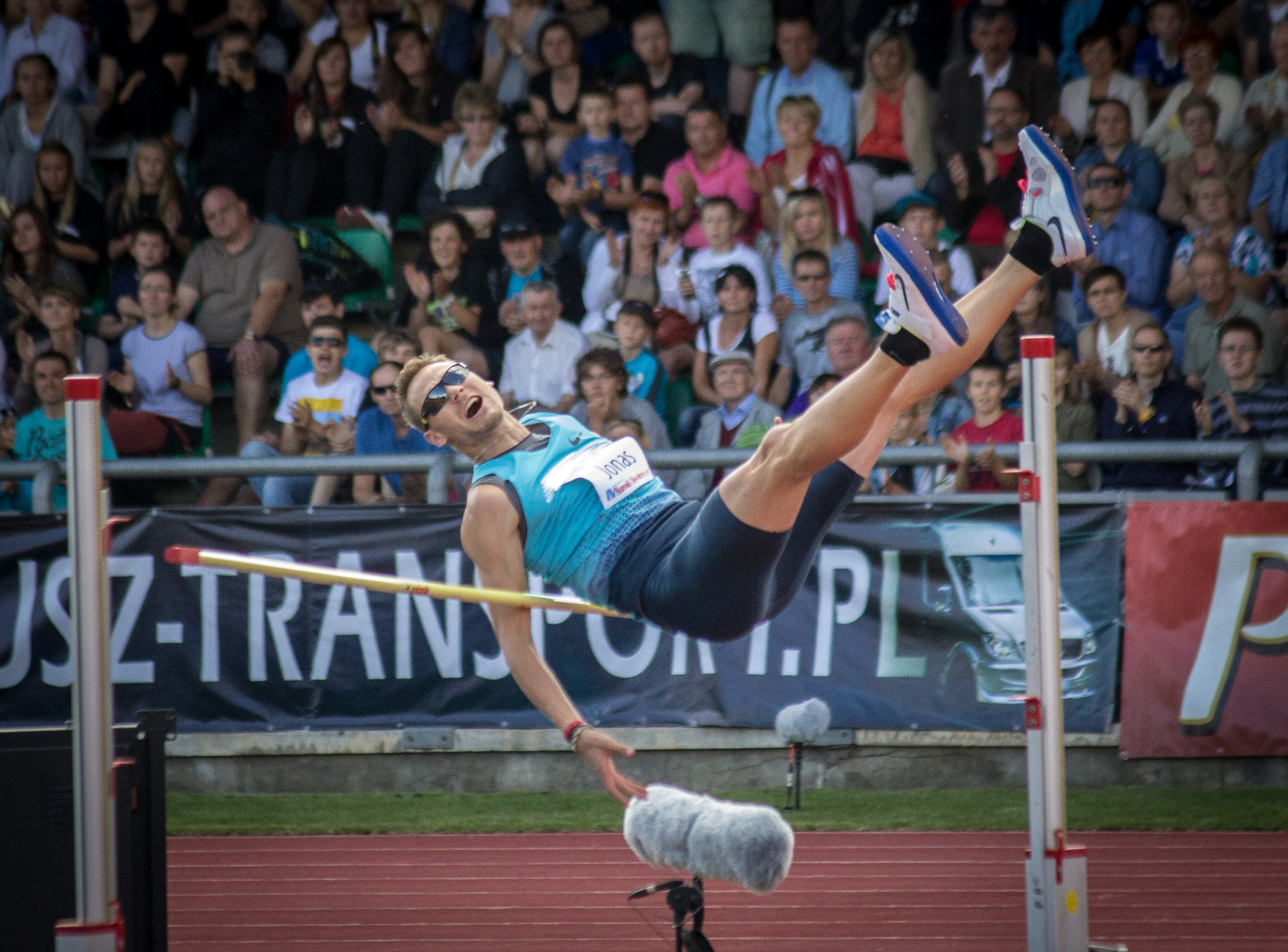
Dusty Jonas - zwycięzca skoku wzwyż, podczas próby pobicia rekordu mitingu

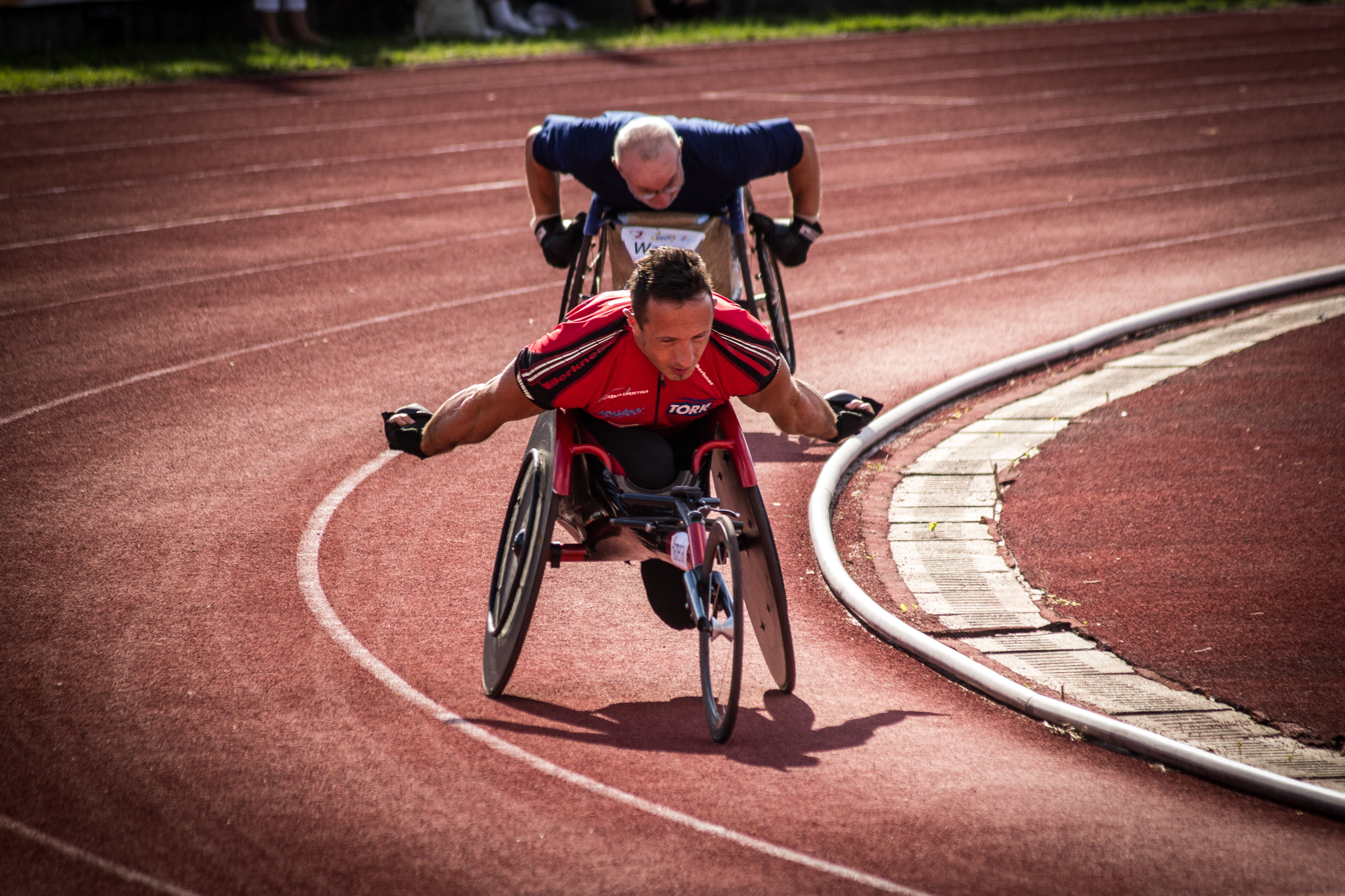
Tomasz Hamerlak i Robert Wątor podczas wyścigu na 1500m na wózkach

| Konkurencja:               | 1. miejsce                                                             | Rezultat | 2. miejsce                                                              | Rezultat | 3. miejsce                                                              | Rezultat |
| Bieg na 100 m              | Michael Rodgers                                                        | 10,06    | Kim Collins                                                             | 10,19    | Andrew Fisher                                                           | 10,35    |
| Bieg na 200 m              | Rasheed Dwyer                                                          | 20,15 PB | Edino Steele                                                            | 20,39 PB | Wallace Spearmon                                                        | 20,47    |
| Bieg na 400 m              | Nicholas Maitland                                                      | 45,87    | Rusheen McDonald                                                        | 45,89    | Dane Hyatt                                                              | 46,51    |
| Bieg na 800 m              | Nick Symmonds                                                          | 1:44,79  | Marcin Lewandowski                                                      | 1:44,97  | Adam Kszczot                                                            | 1:46,07  |
| 1500 m na wózkach          | Tomasz Hamerlak                                                        | 4.18,58  | Robert Wątor                                                            | 4.28,24  | Artur Kamiński                                                          | 4.30,93  |
| Bieg na 110 m przez płotki | Artur Noga                                                             | 13,26 NR | Balázs Baji                                                             | 13,52    | Maciej Wojtkowski                                                       | 14,02    |
| Sztafeta 4 x 100 m         | Drużyna mieszana Ameer Webb Kim Collins Wallace Spearmon Kamil Masztak | 39,51    | Jamajka · Rasheed Dwyer · Dane Hyatt · Nicholas Maitland · Edino Steele | 39,59    | Polska · Jakub Adamski · Artur Zaczek · Robert Kubaczyk · Kamil Kryński | 39,80    |
| Skok wzwyż                 | Dusty Jonas                                                            | 2,29     | Sylwester Bednarek Piotr Śleboda                                        | 2,20     | –                                                                       | –        |
| Pchnięcie kulą             | Ladislav Prášil                                                        | 21,09    | Dylan Armstrong                                                         | 21,01    | Tomasz Majewski                                                         | 20,21    |
| Rzut dyskiem               | Robert Harting                                                         | 68,60    | Piotr Małachowski                                                       | 67,07    | Ehsan Hadadi                                                            | 64,78    |
| Rzut młotem                | Krisztián Pars                                                         | 80,43    | Paweł Fajdek                                                            | 79,92    | Lukáš Melich                                                            | 77,01    |

### Kobiety
| Konkurencja:   | 1. miejsce         | Rezultat      | 2. miejsce       | Rezultat   | 3. miejsce             | Rezultat |
| Bieg na 100 m  | Carrie Russell     | 11,01 PB      | Natasha Morrison | 11,19      | Ewelina Ptak           | 11,57    |
| Bieg na 400 m  | Christine Day      | 51,80         | Margaret Adeoye  | 52,27      | Patrycja Wyciszkiewicz | 53,05    |
| Bieg na 1000 m | Jekatierina Kupina | 2:36,41 PB WL | Winny Chebet     | 2:37,30 PB | Angelika Cichocka      | 2:38,80  |
| Skok w dal     | Teresa Dobija      | 6,44          | Anna Jagaciak    | 6,43w      | Karolina Tymińska      | 6,11     |
| Rzut młotem    | Anita Włodarczyk   | 75,78         | Tatjana Łysienko | 72,20      | Amanda Bingson         | 71,75    |